# Richárd Bodó
Richárd Bodó (Mátészalka, 13 marzo 1993) è un pallamanista ungherese.